# دجال (فیلم)
دجال (ایتالیایی: L'anticristo) فیلمی در ژانر ترسناک است که در سال ۱۹۷۴ منتشر شد. از بازیگران آن می‌توان به کارلا گراوینا، مل فرر، آرتور کندی، آلیدا والی، آنیتا استریندبری و گلوریا گویدا اشاره کرد.

## خلاصه داستان
«ایپولیتا» زنی فلج است که پس از مرگ مادرش دچار مشکلات روانی شده‌است. سرنوشت شوم و مداخله یک روانشناس او را وادار می‌کند تا زندگی گذشته اش به عنوان یک ساحر را بیاد بیاورد و…